# Post-disco
El post-disco también conocido como Synth-Funk hace referencia a un movimiento en las postrimerías de la música disco y un género temprano de la música electrónica de baile caracterizado por el uso prominente de instrumentos electrónicos (como sintetizadores, secuenciadores y cajas de ritmos). Más específicamente, es un período de la historia del pop que comienza con el declive de la música disco en Estados Unidos a finales de los años 1970 y termina con la popularización de la música house en la segunda mitad de los 80.
Muy popular en las pistas de baile, estilos característicos de este género fueron el boogie, el italo disco y el dance alternativo inicial.
El dance-pop, el house y el techno tienen sus raíces en el post-disco.
Influidos por Parliament-Funkadelic, Kashif, Quincy Jones, Mtume, Evelyn "Champagne" King y otros, los representantes de este género, entre los que se encuentran figuras de la talla de Michael Jackson o Madonna, dejaron una fuerte impronta en la década de 1980.

## Artistas notables de post-disco (1980-1986)
La mayoría de estos artistas surgieron en la era del post-disco, unos pocos han permanecido posteriormente, y otros tantos venían de épocas anteriores y aprovecharon el movimiento.
- Aurra[10]
- B. B. & Q. Band
- David Bowie (Let's Dance period)
- Sharon Brown[11]
- Change
- D Train[12][13]
- The Deele[14][15]
- ESG[16]
- Gloria Gaynor (1980s)[17]
- Gwen Guthrie
- Holy Ghost![18]
- Imagination[19]
- Michael Jackson[20]
- Grace Jones[21][22]
- Kerrier District[23]
- Kid Creole and the Coconuts[24][25]
- Evelyn "Champagne" King (1980s)[26][27]
- Kleeer
- Klein + M.B.O.[28][29]
- Kool & the Gang (1980s)[30]
- Lakeside[14]
- Liquid Liquid[31][32][33]
- Logg[34]
- Madonna[35][36][37]
- Metro Area[38]
- George Michael[39]
- Midnight Star[14]
- Peech Boys[13]
- Prince
- Polyrock[40]
- Sharon Redd[11]
- Patrice Rushen[41]
- Rick James
- Shalamar[42]
- Shannon[43]
- The S.O.S. Band[44]
- Edmund Sylvers[45]
- Unlimited Touch[12]
- Vicky D[11]
- Arthur Russell[46][47]
- Tee Scott